# Show'N Tell
De Show'N Tell was van de jaren '50 tot de jaren '70 een speelgoed in de vorm van een combinatie tussen een platenspeler en een diaprojector, geproduceerd door General Electric .
Het apparaat had de vorm van een televisietoestel, maar dan met een platenspeler erbovenop. Platen en dia's voor de Show'N Tell werden verkocht als set. De diastrip, een vlakke kunststof sleutel van zo'n 20 cm met daarop een strook 16mm-filmframes, werd in de bovenkant van het apparaat gestoken. Als de plaat werd afgespeeld (meestal een gesproken verhaal) schoof de strook het apparaat in waardoor de beelden werden geprojecteerd op het beeldscherm. 
De Show'N Tell fungeerde ook als een standaard platenspeler voor 16⅔, 33⅓, 45 en 78 toerenplaten.
Het toestel werd begin jaren '80 ook verkocht als de Show 'n Tell Phono-Viewer door CBS Toys onder de merknaam "Child Guidance". Dit apparaat, dat drastisch werd herontworpen ten opzichte van de eerdere versie, had slechts twee snelheden (33 ⅓ en 45 toeren), en kon geen volledige LP's afspelen. De Phono-Viewer kon dan weer wel het beeld op een extern scherm of muur projecteren.